# Laephotis botswanae
Laephotis botswanae es una especie de murciélago de la familia Vespertilionidae.

## Distribución geográfica
Se encuentra en Angola Namibia, Sudáfrica Botsuana Zimbabue Malaui Zambia República Democrática del Congo y Tanzania.